# Campionati europei di lotta 2017
I Campionati europei di lotta 2017 sono stati la 68ª edizione della manifestazione continentale organizzata dalla FILA. Si sono svolti dal 2 al 7 maggio 2017 alla SPC Vojvodina di Novi Sad, in Serbia.

## Medagliere
| Pos.   | Paese       | Oro | Argento | Bronzo | Totale |
| ------ | ----------- | --- | ------- | ------ | ------ |
| 1      | Russia      | 5   | 3       | 7      | 15     |
| 2      | Turchia     | 5   | 1       | 3      | 9      |
| 3      | Azerbaigian | 2   | 3       | 3      | 8      |
| 4      | Bulgaria    | 2   | 3       | 2      | 7      |
| 5      | Ungheria    | 2   | 2       | 4      | 7      |
| 6      | Georgia     | 2   | 0       | 5      | 7      |
| 7      | Norvegia    | 2   | 0       | 0      | 2      |
| 8      | Bielorussia | 1   | 6       | 2      | 9      |
| 9      | Serbia      | 1   | 1       | 1      | 3      |
| 10     | Polonia     | 1   | 1       | 0      | 2      |
| 11     | Italia      | 1   | 0       | 1      | 2      |
| 12     | Moldavia    | 0   | 1       | 2      | 3      |
| 12     | Ucraina     | 0   | 1       | 2      | 3      |
| 14     | Romania     | 0   | 1       | 1      | 2      |
| 15     | Lettonia    | 0   | 1       | 0      | 0      |
| 16     | Armenia     | 0   | 0       | 4      | 4      |
| 17     | Germania    | 0   | 0       | 3      | 3      |
| 17     | Francia     | 0   | 0       | 2      | 2      |
| 17     | Svezia      | 0   | 0       | 2      | 2      |
| 20     | Croazia     | 0   | 0       | 1      | 1      |
| 20     | Estonia     | 0   | 0       | 1      | 1      |
| 20     | Grecia      | 0   | 0       | 1      | 1      |
| 20     | Slovenia    | 0   | 0       | 1      | 1      |
| Totale | Totale      | 24  | 24      | 48     | 96     |

## Classifica squadre
| Pos. | Lotta libera maschile | Lotta libera maschile | Lotta greco-romana | Lotta greco-romana | Lotta libera femminile | Lotta libera femminile |
| Pos. | Squadra               | Punti                 | Squadra            | Punti              | Squadra                | Punti                  |
| ---- | --------------------- | --------------------- | ------------------ | ------------------ | ---------------------- | ---------------------- |
| 1    | Azerbaigian           | 58                    | Russia             | 55                 | Ungheria               | 57                     |
| 2    | Turchia               | 53                    | Azerbaigian        | 45                 | Russia                 | 51                     |
| 3    | Russia                | 53                    | Bielorussia        | 43                 | Bielorussia            | 43                     |
| 4    | Georgia               | 44                    | Ucraina            | 40                 | Turchia                | 41                     |
| 5    | Armenia               | 30                    | Germania           | 26                 | Bulgaria               | 38                     |
| 6    | Bulgaria              | 29                    | Bulgaria           | 24                 | Georgia                | 32                     |
| 7    | Polonia               | 21                    | Svezia             | 24                 | Serbia                 | 31                     |
| 8    | Ucraina               | 21                    | Turchia            | 24                 | Ucraina                | 21                     |
| 9    | Romania               | 19                    | Moldavia           | 23                 | Germania               | 20                     |
| 10   | Ungheria              | 17                    | Polonia            | 23                 | Armenia                | 19                     |

## Podi

### Lotta libera maschile
| Evento        | Oro                     | Argento                            | Bronzo                                  |
| fino a 57 kg  | Giorgi Edisherashvili   | Andrei Dukov                       | Zaur Uguev Suleyman Atli                |
| fino a 61 kg  | Vladimer Khintšegašvili | Akhmed Chakaev                     | Valodya Frangulyan Andrei Perpeliță     |
| fino a 65 kg  | Il'jas Bekbulatov       | Borislav Stefanov Novachkov        | David Habat Zurabi Iakobishvili         |
| fino a 70 kg  | Frank Chamizo           | Magomedmurad Gadzhiev              | Ruslan Dibirgadzhiyev Israil Kasumov    |
| fino a 74 kg  | Soner Demirtaş          | Murad Suleymanov                   | Akhmed Gadzhimagomedov Grigor Grigoryan |
| fino a 86 kg  | Dauren Kurugliev        | Alexander Gostiev                  | Selim Yaşar István Veréb                |
| fino a 97 kg  | Riza Yildirim           | Aliaksandr Hushtyn Anzor Boltukaev | Mihail Ganev Elizbar Odikadze           |
| fino a 125 kg | Taha Akgül              | Jamaladdin Magomedov               | Geno Petriashvili Levan Berianidze      |

### Lotta greco-romana maschile
| Evento        | Oro                            | Argento             | Bronzo                                  |
| fino a 59 kg  | Kristijan Fris                 | Ivo Angelov         | Mingiyan Semenov Ivan Lizatović         |
| fino a 66 kg  | Artëm Surkov                   | Davor Štefanek      | Goga Gogiberashvili Soslan Daurov       |
| fino a 71 kg  | Bálint Korpási                 | Pavel Liakh         | Abujazid Mancigov Aleksandar Maksimović |
| fino a 75 kg  | Tarek Abdelslam Sheble Mohamed | Chingiz Labazanov   | Kazbek Kilou Tamás Lőrincz              |
| fino a 80 kg  | Zurab Datunashvili             | Radzik Kulijeŭ      | Aslan Atem Adlan Akiev                  |
| fino a 85 kg  | Viktor Lőrincz                 | Metehan Başar       | Nikolay Bayryakov Ramsin Azizsir        |
| fino a 98 kg  | Felix Baldauf                  | Aljaksandr Hrabovik | Balázs Kiss Artur Aleksanyan            |
| fino a 130 kg | Rıza Kayaalp                   | Balint Lam          | Vitalii Shchur Levan Arabuli            |

### Lotta libera femminile
| Evento       | Oro                   | Argento                         | Bronzo                                       |
| fino a 48 kg | Mariya Stadnyk        | Ilona Semkiv                    | Fredrika Ida Petersson Alina Vuc             |
| fino a 53 kg | Vanessa Kaladzinskaya | Natalia Malysheva               | Maria Prevolaraki Nina Hemmer                |
| fino a 55 kg | Biljana Dudova        | Katsiaryna Hanchar Yanushkevich | Mathilde Hélène Riviere Alyona Kolesnik      |
| fino a 58 kg | Grace Jacob Bullen    | Mariana Cherdivara Esanu        | Laura Mertens Emese Barka                    |
| fino a 60 kg | Ljubov' Ovčarova      | Anastasija Grigorjeva           | Malin Johanna Mattsson Tetiana Omelchenko    |
| fino a 63 kg | Monika Michalik       | Taybe Yusein                    | Sara da Col Yuliya Tkach                     |
| fino a 69 kg | Anastasija Bratčikova | Maryja Mamašuk                  | Alla Cherkasova Koumba Selene Fanta Larroque |
| fino a 75 kg | Yasemin Adar          | Zsanett Németh                  | Svetlana Saenko Epp Mäe                      |